# Melanella attenuata
Melanella attenuata is een slakkensoort uit de familie van de Eulimidae. De wetenschappelijke naam van de soort is voor het eerst geldig gepubliceerd in 1866 door G.B. Sowerby II.